# Sidi Dahmane
Sidi Dahmane (franska: Sidi Dahmane (CR), Sidi Dahmane (Commune Rurale), arabiska: سيدي بورجا) är en kommun i Marocko.   Den ligger i provinsen Taroudannt och regionen Souss-Massa, i den centrala delen av landet, 400 km söder om huvudstaden Rabat. Antalet invånare är 8 401.